# Nobelgarde
Eine Nobelgarde war früher allgemein eine fürstliche Leibgarde, die ausschließlich aus Adeligen bestand. Zu den Aufgaben zählten neben Repräsentationsaufgaben der Schutz des Herrschers und seiner Familie und die Bewachung der Residenzen.
Wichtige Nobelgarden waren

Päpstliche Nobelgarde in Ehrenuniform

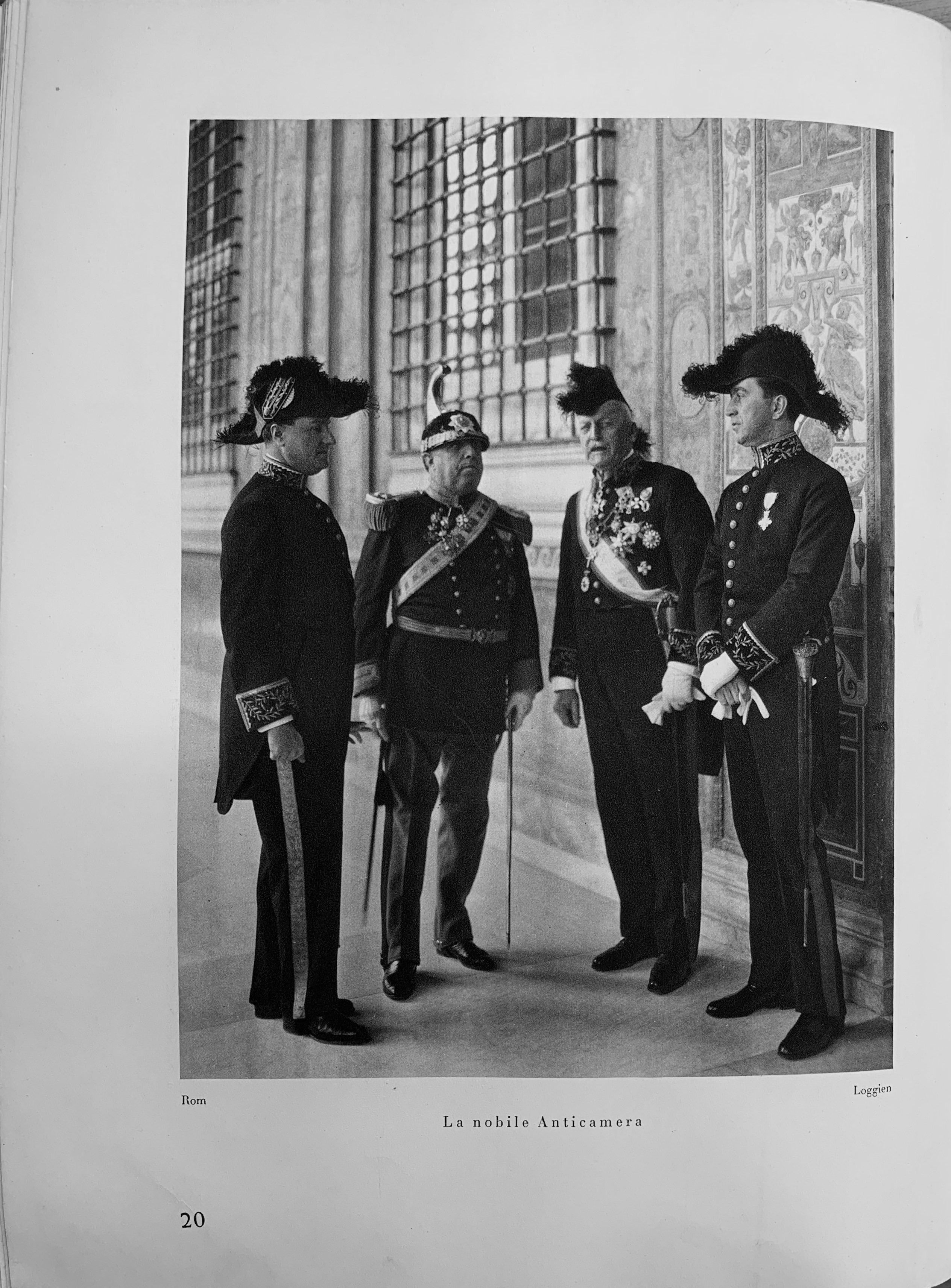
Mitglieder der päpstlichen Nobelgarde im Vatikan (1930)

- in Wien die königlich ungarische Nobelgarde (auch „k.u. Leibgarde“ oder „praetoriana nobilis turma“, bestand von 1760 bis 1918) und die nach diesem Vorbild gebildete von 1782 bis 1816 bestehende Galizische Nobelgarde (auch „Galizische Adelige Leibgarde“).[1]

- die Guardia Nobile des Heiligen Stuhls. Sie bestand seit 1801 und wurde 1970 von Papst Paul VI. aufgelöst, weil er den Aufwand für Repräsentation verringern wollte. Die Angehörigen konnten nunmehr im Frack dem Papst dienen.[2] Sie bestand ausschließlich aus jungen Mitgliedern des römischen Adels und war bis 1870 eine berittene Leibgarde.[3]